# Симон Солга
Симон Солга (на немски: Simone Solga) е германска кабаретна певица и актриса.

## Биография и творчество
Родена е на 6 август 1963 г. в Гера, Германия. Израства в Лайпциг и завършва обучението си като книжар през 1980 г. През 1982 г. се записва в Академия Лайпциг за да учи актьорско майсторство. След завършването му през 1986 г. се ангажира в Общинския театър в Лайпциг.
От 1989 до 1993 тя участва в кабаре в Лайпциг Leipziger Pfeffermühle и 1995 – 2000 става член на Die Münchner Lach-und Schießgesellschaft . От 2000 г. тя е със собствени сценични програми на турне. След самостоятелните си програми „Пакети“ и „Перла с предпазител“ през 2005 тя прави ролята на „Канцлера суфльор“. Следващата ѝ програма е „С Меркел под дивана“.
2001 г. Симон работи заедно с Гьотц Шуберт и Густав Петър Вохлер във филма на Петер Тимс „Der Zimmerspringbrunnen“ . Те също имат многобройни телевизионни участия, включително в „7-дневен срок, 7 глави“ на немски: 7 Tage, 7 Köpfe. От 2007 до 2009 г. е гост на кабаре Aschermittwoch der Kabarettisten в Мюнхен.
През 2002 г. Симон издава песните си в музикален албум „Между днешния и утрешния ден“. Книгата си „Животът ми като канцлер суфльор“ се появява през 2009.

## Награди
- 2003: Хесен Клайнкунспрайз на немски: Hessian Kleinkunstpreis
- 2003: Трамплин Springboard (Награда Хенделсблат Handelsblatt)
- 2004: Люденшайдал старклема на немски: Lüdenscheider Lästerklemme
- 2005: Райнхаймър Затиралювена немски: Reinheimer Satirelöwe „Соло кабаре“
- 2009: Световен фестивал Kleinkunstfestival – Награда на журито
- 2010: Галия на Нидерзаксен на немски: Gaul von Niedersachsen
- 2014: Награда Кабаре
- 2014: Еди (Кабаретна награда)
- 2015: Телеца на Залцбург на немски: Salzburger Stier (Kleinkunstpreis) за Германия
- 2016: Северен Рейн-Вестфалия Kleinkunstpreis „Бохойтър Пеперони“

## Самостоятелни програми
- 2000: Пакети (Опаковки)
- 2002: Перла с предпазител
- 2005: Канцлер суфльор
- 2009: С Меркел под дивана
- 2013: На Нейния канцлер

## Публикации
- Симон Солга: „Животът ми като канцлер суфльор“, Рейнбек 2009 г.